# Anijala
Anijala – wieś w Estonii, w prowincji Saare, w gminie Lääne-Saare. W 2004 roku wieś zamieszkiwały 24 osoby.